# Eastlakes, New South Wales
Eastlakes este o suburbie în Sydney, Australia.